# Merriman (Noord-Kaap)
Merriman is een gehucht gelegen in de gemeente Ubuntu in de centrale Karoo regio in de Zuid-Afrikaanse provincie Noord-Kaap. Het ligt tussen Richmond en Britstown.